# Georg Völker (Sänger)

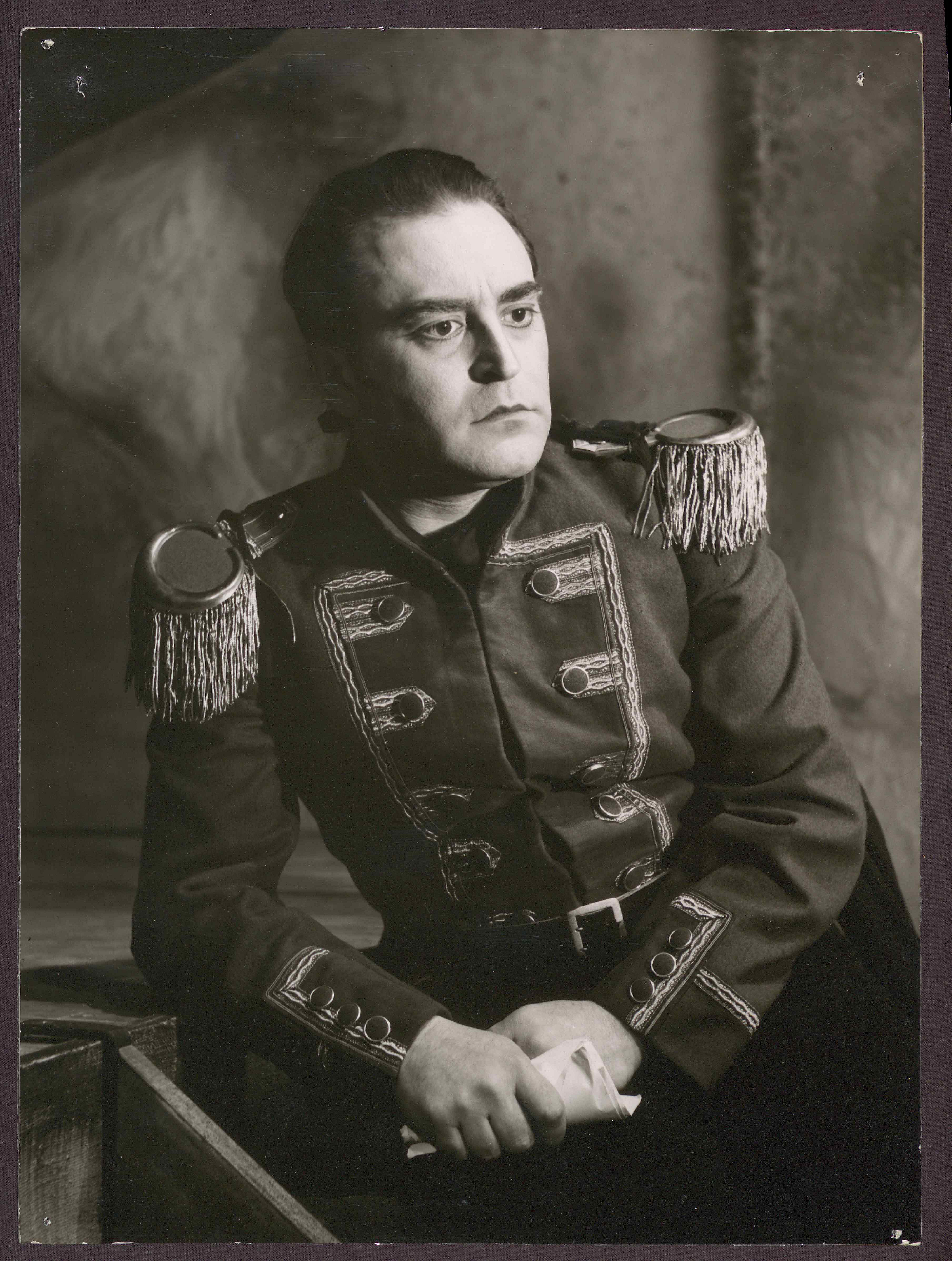
Georg Völker in Verdis Oper Die Macht des Schicksals am Badischen Staatstheater Karlsruhe

Georg Friedrich Völker (* 30. Dezember 1923 in Frankfurt am Main; † 14. März 2006 in München) war ein deutscher Opernsänger (Bariton). 

## Leben
Ursprünglich hatte Georg Völker, Sohn des Heldentenors Franz Völker, den Wunsch Medizin zu studieren. Aber nach dem Krieg und mit der künstlerischen Begabung ging er mit bekannten Künstlern, u. a. Liesl Karlstadt, auf Tournee im bayerischen Raum. Dann begann er ein Studium an der Opernschule in München. Er war ein Schüler von Theo Reuter und Hedwig Fichtmüller. Das erste Engagement erhielt er am Theater in Gelsenkirchen, wo er 1950 als Papageno in der Zauberflöte debütierte. Dort lernte er seine erste Frau Eleonore Rieger (1921–1981) kennen, die als Sopranistin kurzzeitig (1950/1951), noch vor ihrem Mann, gleichfalls in Mannheim engagiert war. Völkers folgende Engagements waren an den Städtischen Bühnen Augsburg (1954–1957), am Badischen Staatstheater Karlsruhe (1957–1959) und an der Städtischen Oper Berlin (1959–1961).
Georg Völker war als lyrischer bzw. Charakterbariton von 1961 bis 1988 am Nationaltheater Mannheim als festes Mitglied engagiert. 
Insgesamt 116 Rollen umfasste sein Repertoire, wobei seine meistgesungenen Partien und größten Erfolge der Papageno in Mozarts Zauberflöte, der Figaro in Rossinis Barbier von Sevilla, der Graf Almaviva in Mozarts Hochzeit des Figaro, Don Giovanni,  Danilo in Franz Lehárs Lustiger Witwe und Stadtschreiber Sixtus Beckmesser in Wagners Die Meistersinger von Nürnberg waren. Seine Interpretationen von Charakteren des zeitgenössischen Repertoires, wie etwa die des Ill in Gottfried von Einems Oper Der Besuch der alten Dame (Mannheimer Erstaufführung 21. April 1972) oder des Pater Grandier in der Mannheimer Erstaufführung von Krzysztof Pendereckis Monumentalwerk Die Teufel von Loudun (16. Juni 1977) wurden positiv aufgenommen. Seine künstlerische Laufbahn erfuhr weitere Anerkennung durch die Ernennung zum Kammersänger 1986 und zwei Jahre später zum Ehrenmitglied des Mannheimer Nationaltheaters.